# Потоки (Немирівська міська громада)
По́токи — село в Україні, у Немирівській міській громаді Вінницького району Вінницької області. До 2020 року орган місцевого самоврядування — Ковалівська сільська рада. Населення становить 261 особу.
Сучасна назва найімовірніше походить від прізвища засновників та перших власників поселення — Потоцьких.

## Історія
У XVI—XVIII століттях село Потоки було у складі Брацлавського воєводства спочатку Великого князівства Литовського, а згодом — Корони Польської у Речі Посполитій. Брацлавське воєводство ліквідоване 1793 року під час другого поділу Речі Посполитої, а його територія разом з селом Потоки увійшла до складу Брацлавського намісництва Російської імперії, а від 1796 року — у складі Брацлавського повіту Подільської губернії Російської імперії.
У 1840 році маєток від Болеслава Потоцького купує Пйотр Івановський, після його смерті у 1844 році маєток перейшов у власність доньки княгині Кароліні Петрівні Вітгенштейн, а від 1861 року його купує Зенон Бжозовський із Соколівки. Пізніше, як посаг Бжозовський передає доньці Францішці-Ксаверії (1807—1872) Ґрохольській із Бжозовських дружині Генрика Ґрохольського (1802—1866). Від Грохольської села Потоки,  Воловодівка, Війтівці та маєток ще до XX століття перейшли у спадок до нащадків Ґрохольських та перебували у власності графа Станіслава Ґрохольського, що постійно мешкав у селі П'ятничани Вінницького повіту (тепер частина міста Вінниця). 
У XVIII столітті в Потоці встановлена невеличка дерев'яна церква, що була перевезена 1753 року з села Штиловки (тепер частина міста Немирів). 1855 року був складений проєкт будівництва нової церкви, кам'яної, але через нестачу необхідних коштів не був виконаний. 1859 року був складений проєкт реконструкції дзвіниці, але й цей проєкт також залишився на папері. 1896 року завдяки старанням та коштом парафіян був збудований новий дерев'яний Свято-Дмитріївський храм, вартістю 6 600 рублів. Іконостас був перенесений зі старої церкви. На той час в храмі були копії Іверської ікони Пресвятої Богородиці та ікони Святого Пантелеймона, що були намальовані 1899 року у монастирі святого Пантелеймона на горі Афон. Замовленням цих ікон займався чернець монастиря святого Пантелеймона Фока — колишній мешканець села Потоки Федір Кривоніс. Приміщення для пароха церкви збудоване 1896 року. 1895 року Дмитром Левинським при церкві відкрита церковно-парафіяльна школа. На початку XX століття товариство народної тверезості відкрило в Потоці будівлі чайної та читальні, де узимку влаштовувалися релігійно-етичні читання.
Від 1920-х років село Потоки у складі Брацлавського району Тульчинської округи Подільської губернії, у 1932—1963 роках — у складі Брацлавського району новоутвореної Вінницької області, від 1964 року — у складі Немирівського району Вінницької області.
Нині в селі працює фермерське господарство «Пролісок», що спеціалізується на вирощуванні зернових культур (крім рису), бобових культур та насіння олійних культур. Також тут діють релігійна громада Великомученика Димитрія Солунського УПЦ МП та Потоцька загальноосвітня школа I—II ступенів.
Відповідно до Розпорядження Кабінету Міністрів України від 12 червня 2020 року № 707-р «Про визначення адміністративних центрів та затвердження територій територіальних громад Вінницької області» село Монастирок увійшло до складу Немирівської міської громади.
19 липня 2020 року, в результаті адміністративно-територіальної реформи та ліквідації Немирівського району, село увійшло до складу Вінницького району.